# Rhabdatomis pusa
Rhabdatomis pusa är en fjärilsart som beskrevs av Paul Dognin 1892. Rhabdatomis pusa ingår i släktet Rhabdatomis och familjen björnspinnare. Inga underarter finns listade.